# آیگپ
آیگپ یک پیام رسان ایرانی مخصوص تلفن‌های هوشمند و رایانه‌های شخصی است که از سال ۱۳۹۴ وارد بازار پیام رسان‌های ایرانی شد.
آیگپ به کاربران خود این امکان را می‌دهد تا با یکدیگر به تبادل پیام‌های متنی، عکس، ویدئو و موسیقی بپردازند. آیگپ همچنین امکان برقراری تماس صوتی و تصویری به صورت P2P را از طریق بسترهای اینترنت را برای کاربران خود فراهم ساخته‌است. انواع بات‌ها، سیستم کارت به کارت، کیف پول دیجیتال، کارت هدیه دیجیتال در قالب استیکر، توکن دیجیتال، سرویس آیکست، سرویس خبر، استعلام قبوض و پرداخت، دکتر و مشاورین تغذیه و غیره در آیگپ در دسترس هستند.پیام رسان آیگپ در پلتفرم‌های اندروید، ios و نسخه تحت وب انتشار یافته‌است.
به ادعای آیگپ تعداد کاربران این پیام رسان نزدیک به ۲۰ میلیون نفر رسیده‌است. در حالی که بازار اندروید تعداد کاربر فعال این اپلیکیشن را ۴ میلیون نشان می‌دهد و تعداد کل نصب ۸ میلیون در کافه بازار و ۳ میلیون در مایکت برای تلفن های همراه اندرویدی و تعداد کل نصب برای تلفن های همراه آیفون نزدیک به ۱ میلیون است. ثبت نام فاز ۲ و ۳ مطالعاتی واکسن کرونای کووایران برکت از طریق بستر آیگپ انجام شد و دانشگاه آزاد برای استفاده از سیستم آموزشی این دانشگاه دانشجویان را مجبور به ثبت نام در این پیام رسان نموده‌است.

## امنیت
آیگپ از دو کلید AES (استاندارد رمزنگاری پیشرفته) برای رمزگذاری متقارن استفاده می‌کند، کلید نخست در نسخه مخصوص کاربر (کلاینت) و کلید ثانوی از سمت سرور به سمت کاربر ارسال می‌شود که کاربر با ترکیب دو کلید، کدی به صورت تصادفی را تولید و به سمت سرور ارسال می‌کند و سرور از آن پس، کلیه پیام‌های این کاربر را با کلید ارسال شده رد و بدل می‌کند.
محمدرسول کاظمی مدیر عامل اسبق آیگپ در مصاحبه‌ای گفت:
... این نوید را هم می‌دهم که اگر کسی بتواند رمزنگاری آیگپ را بشکند، یک میلیارد تومان به او جایزه می‌دهیم…

## واگذاری آیگپ
محمد رسول کاظمی بنیان‌گذار آیگپ در توییتر اعلام کرد این پیام رسان از شرکت روی خط مدیا به شرکت توسعه فناوری‌های هوشمند کیان ایرانیان واگذار شده‌است.
او در گفت‌وگو با خبرگزاری فارس اعلام کرد:
با ورود دولت و بدنه نظام به جریان پیام رسان‌های داخلی ادامه کار برای پیام رسان‌های داخلی به صورت خصوصی، امری محال و نشدنی بود؛ به همین علت سرمایه گذارانی از بخش دولتی وارد این عرصه پیام رسان‌های داخلی شدند. پس از مدتی این سرمایه‌گذاران با توجه به آورده سرمایه‌ای زیاد توانستند مالکیت اکثریت این پیام رسان را در اختیار بگیرند. از این رو نیز، با توجه به اکثریت سهام آن‌ها تصمیم به تغییر مدیریت گرفتند.

## حمایت دولت
- محمدجواد آذری جهرمی وزیر ارتباطات و فناوری اطلاعات در راستای حمایت از شبکه‌های اجتماعی داخلی به شکلی نامحسوس در شهریور ماه ۹۶ در این پیام‌رسان عضویت پیدا کرد. آذری جهرمی در دوران معاونت وزارت ارتباطات، حمایت خود را از پیام رسان‌های داخلی اعلام کرده بود.
- میثم عسگری مدیرعامل آیگپ در مصاحبه‌ای با باشگاه خبرنگاران جوان ادعا کرد که آیگپ هیچ کمک دولتی دریافت نکرده‌است.[۱۳]
- عیسی زارع پور، وزیر ارتباطات و فناوری اطلاعات در دولت سید ابراهیم رئیسی نیز پس از روی کار آمدن، کانال رسمی خود را در آیگپ افتتاح نمود.

## استوری
- استوری با نام تجاری «لحظه‌ها»، برای اولین بار در یک پیام‌رسان ایرانی در آیگپ ایجاد شد.

علی اصغر تقوی، عضو هیئت مدیره و معاون فنی (اسبق) آیگپ گفت: در حال حاضر سرویس «لحظه‌ها» در آیگپ قابلیت‌هایی دارد و کاربر می‌تواند متن و ایموجی را لحظه کند. می‌تواند از تصویر برای ایجاد لحظه استفاده کند و این تصویر می‌تواند هم از گالری انتخاب شود و هم مستقیماً با دوربین گرفته شود. می‌توان تعداد بازدیدها و افرادی که آن لحظه را بازدید کردند را نیز متوجه شد.

## حواشی
دانشگاه آزاد اسلامی برای دریافت رمز یکبار مصرف ورود به سامانه انتخاب واحد این دانشگاه (سایت آموزشیار) دانشجویان را ملزم به استفاده از پیام رسان آیگپ نموده‌است. این اقدام باعث اعتراض دانشجویان و حتی فارغ‌التحصیلان این دانشگاه شد. سخنگوی دانشگاه آزاد به ایسنا گفت که دانشجویان می‌توانند بدون نصب این برنامه کارهای خود را از طریق پیامک و با صرف هزینه پیامک انجام دهند؛ اما امکان دریافت کد با پیامک برقرار نگردید. بسیاری از دانشجویان دلیلی برای نصب این برنامه نمی‌بینند و نصب این برنامه را مخالف با آزادی دانشجویی خود می‌دانند.
در پی صحبت‌ها و حواشی پیش آمده، مسئولان اپلیکیشن آیگپ تأکید کردند که مشکلات پیش آمده به هیچ وجه متوجه آیگپ نیست و اختلال‌ها فقط مربوط به سامانه آموزشیار است. علی محمد کردنایج، مدیر ارتباطات آیگپ این مسئله را نوعی بی‌مهری از سوی قشر فرهیخته دانشجو می‌داند و تأکید دارد در این رویکرد زحمات چندساله تیم آیگپ نادیده گرفته شده‌است:
«عصبانیت عزیزان را درک می‌کنیم اما اگر اشراف بر این موضوع داشته باشیم به این نکته پی می‌بریم که مشکل از ما نیست. ما باید داده‌ای از آموزشیار دریافت کنیم که برای دانشجو بفرستیم. متأسفانه چون سیستم آموزشیار اختلال داشت ما داده‌ای دریافت نکردیم که برای دانشجو بفرستیم. اگر آموزشیار با چند پیام رسان هم به صورت همزمان کار می‌کرد این اختلال در همه پیام‌رسان‌ها به وجود می‌آمد و فقط مختص به ما نبود.»۱۸

## تراکنش‌های بانکی
آیگپ به عنوان دومین پیام‌رسان ایرانی از ابتدای اردیبهشت ماه ۱۴۰۱، دریافت پیامک همه تراکنش‌ها از جمله تراکنش‌های کمتر از ۵۰۰ هزار ریال بانک پارسیان را به صورت رایگان برای کاربران امکان‌پذیر کرد. منبع: ((پیام رسان آیگپ، ابزاری برای دریافت رایگان اعلان تراکنش‌های بانکی))

## تغییر شعار آیگپ
به دنبال رونمایی از نخستین گام از نسل سوم پیام‌رسان آیگپ، این اپلیکیشن سرویس شعاری خود را به "آیگپ، در ارتباط بمانید…" تغییر داد.
علی محمد کردنایج، مدیر ارتباطات آیگپ در این خصوص اظهار داشت: هرجا قرار است کار مهمی انجام شود، یک شعار خلق می‌شود! آیگپ با تغییر شعار خود نشان داده‌است که قرار است باز هم کارهای مهمی انجام دهد و همچون گذشته در مسیر توسعه و بهبود گام بردارد. منبع: ((آیگپ شعار خود را تغییر داد))

## اتصال پیام‌رسان‌ها (اینترکانکشن)
پیام‌رسان آیگپ در جدیدترین بروزرسانی خود قابلیت اتصال به سایر پیام‌رسان‌های داخلی را برای کاربرانش فراهم کرد. قابلیت اتصال پیام‌رسان‌ها یا همان اینترکانکشن، همان‌طور که پیش از این نیز گفته شده بود، از طریق فعال‌سازی در بخش تنظیمات پیام‌رسان‌ها در جدیدترین نسخه قابل اجرا است.
علی اصغر تقوی، مدیرعامل پیشین آیگپ در مراسم رونمایی از قابلیت اینترکانکشن در پیام‌رسان‌های داخلی درخصوص این امکان جدید آیگپ اظهار داشت: مسیر توسعه این طرح مبتنی بر پروتکلی که همه پیام‌رسان‌ها به آن پایبند بودند اتفاق افتاد. وی در ادامه تاکید کرد: در این طرح، برای آیگپ امنیت و حفظ حریم خصوصی کاربران مهمترین مسئله بود؛ ضمن اینکه ساماندهی سازمان فناوری اطلاعات برای به ثمر رسیدن این طرح نیز خوب بود. تقوی همچنین این همگرایی را بستر مناسبی برای توسعه کسب و کارها در فضای دیجیتال و رشد اقتصاد دیجیتال دانست.